# Бонхоут, Дж. Льюис
Джон Льюис Джеймс Бонхоут  (13 июня 1875—10 октября 1922) — британский зоолог, орнитолог и писатель. Его имена обычно сокращали как Дж. Льюис Бонхоут (англ. J. Lewis Bonhote, см. список его публикаций ниже).

## Биография
Бонхоyт родился в Лондоне и был единственным сыном полковника Джона Бонхоута. После посещения школы Элстри, он поступил в 1889 году в школе Харроу, которую окончил в 1893 году. В июне того же года он был принят в Тринити-колледж в Кембридже, где получил степень бакалавра искусств в 1897 году и степень магистра искусств в 1901 году. В 1897 году он стал личным секретарем  губернатора Багамских островов сэра Гилберта Томаса Картера. Там в свободное от работы время он занимался коллекционированием птиц и пауков. С 1901 по 1902 год он продолжил коллекционирование во время своей второй поездки на Багамы.
В 1894 году он был избран членом Лондонского зоологического общества, а в 1898 году — членом Лондонского Линнеевского общества. В 1901 году он принял участие в коллекционной экспедиции на Малайский архипелаг. Впоследствии он описал некоторые виды мелких млекопитающих из этого региона, включая Coelops robinsoni, Maxomysinas, Niviventer bukit, Niviventer huang, Niviventer ling, Niviventer rapit, Sundamys annandalei, Rhinolophus malayanus и Sundasciurus tahan. В 1907 году он первым описал малого лори (Nycticebus pygmaeus). В 1905 году Бонхоут был вместе с Эрнстом Хартертом сосекретарем 4-го Международного орнитологического конгресса в Лондоне. C 1907 по 1913 год он являлся секретарём Британского союза орнитологов. В 1909 году вместе с Майклом Джоном Николлом он описал подвид домашнего воробья Passer domesticus niloticus. C 1913 по 1919 год служил заместителем директора Зоологического сада в Гизе. В это время он предпринял коллекционные поезки в дельту Нила. С 1920 по 1922 год он был секретарём-казначеем Британского клуба орнитологов. Он также служил секретарём и казначеем в Avicultural Society (Обществе разведения птиц).
В дополнение к нескольким научным статьям Бонхоут опубликовал ряд книг: в 1907 году «Птицы Британии и их яйца» с иллюстрациями Генри Дрессера и в 1915 году «Энергию и наследственность». В 1895 году в сотрудничестве с Чарльзом Ротшильдом он опубликовал книгу «Дневные и ночные бабочки Харроу».
В своем доме в Холле, Фен Диттон, Кембриджшир, Бонхоут содержал очень большой вольер, где он разводил, среди прочего, гибридных уток.
Бонхоут умер в октябре 1922 году и был похоронен на лондонском кладбище Кенсал-Грин.

## Таксоны, описанные в честь Бонхоута
Ряд таксонов беспозвоночных был описан в честь Бонхоута  с Багамских островов. В 1900 году Ричард Боудлер Шарп назвал в честь него подвид Papilio andraemon bonhotei из семейства Парусники (Papilionidae), а  в 1901 года Фредерик Пикард-Кембридж описал паука Cyrtopholis bonhotei из семейства пауков-птицеедов. Герберт Робинсон и Роберт Чарльз Роутон описали в 1911 году подвид краснобрюхой белки Callosciurus erythraeus bonhotei. В 1919 году Олдфилд Томас описал таксон Gerbillus bonhotei из Египта, который теперь рассматривается как младший синоним для песчанки Андерсона (Gerbillus andersoni).

## Научные труды
Среди опубликованных работ Бонхоута:
- Bonhote, J. Lewis (4 декабря 1900). On the mammals collected during the 'Skeat expedition' to the Malay peninsula, 1899–1900. Proceedings of the Zoological Society of London. 1900: 869–883. OCLC 665032628.[7]
- —— (1906). On a collection of mammals brought home by the Tibet Frontier Commission. Proceedings of the Zoological Society of London. 1906 (2): 302–308. OCLC 80483266.
- Bonhote, J. Lewis. Birds of Britain. — London : Adam and Charles Black, 1907. — ISBN OCLC 1451688.[8]
- —— (1909). On a Small Collection of Mammals from Egypt. Proceedings of the Zoological Society of London. 79 (4): 788–802. doi:10.1111/j.1469-7998.1910.tb06973.x. OCLC 4644111304.
- Bonhote, J. Lewis. Vigour and Heredity. — London : West, Newman & Co., 1915. — ISBN OCLC 6383468.
- —— (August 1920). Buff-backed Herons. The Avicultural Magazine. 11 (8): 138–140. Дата обращения: 3 мая 2020.

## Внешние ссылки
- Дж. Льюис Бонхоут в проекте «Гутенберг»
- Biography on the Natural History Museum website
- Ibis Jubilee Supplement 1908